# Herbert A. Jung
Herbert August Jung (* 5. Mai 1937 in Schwarzheide) ist ein deutscher Maler, Bildhauer und Fotograf.

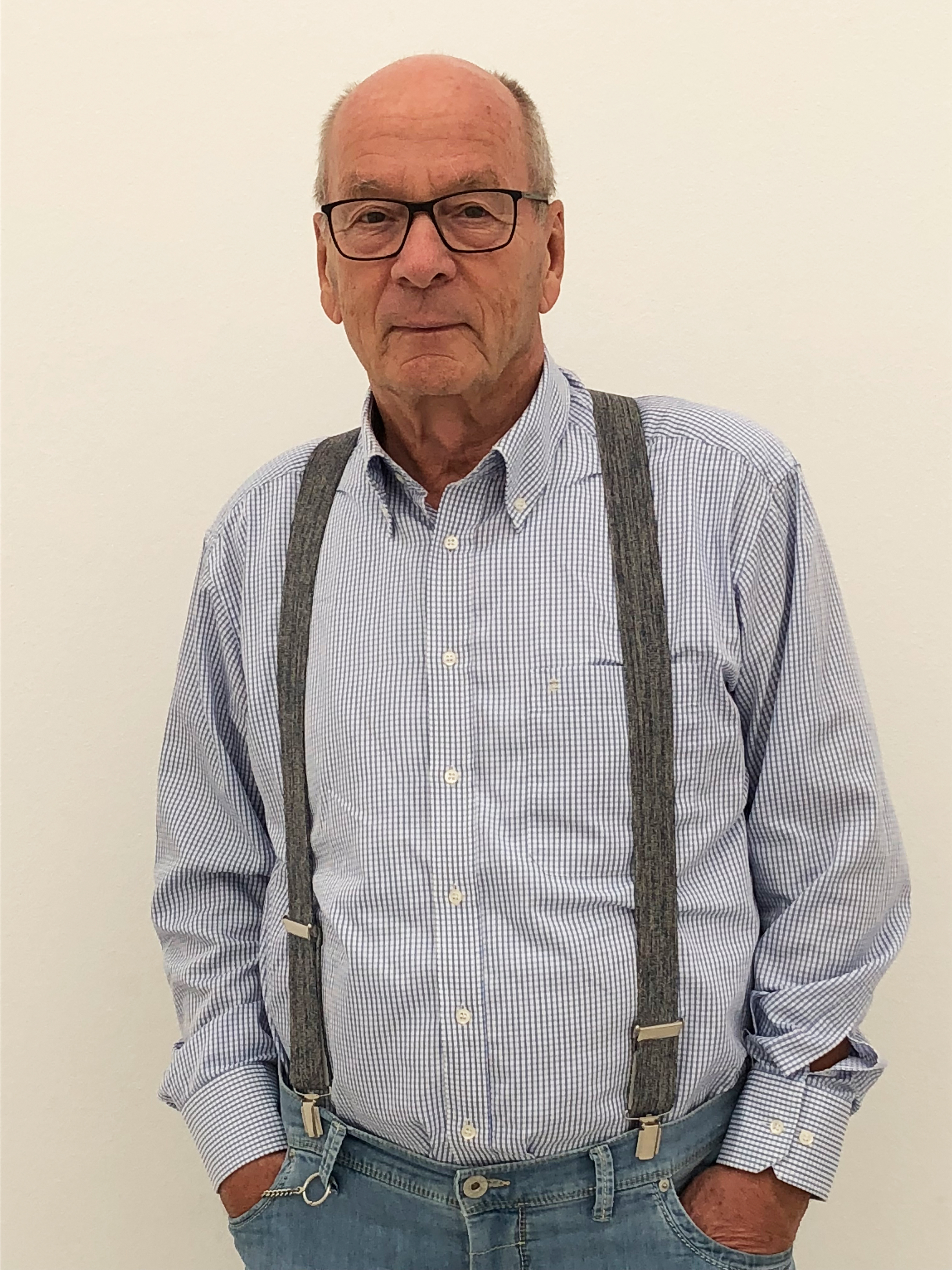
Herbert A. Jung

## Leben
Herbert A. Jung wurde 1937 in Schwarzheide geboren. Nach der Ausbildung zum Chemiker in Graz, München und an der Yale University, New Haven, die er mit der Promotion abschloss, arbeitete er von 1967 bis 2002 als Wissenschaftler und Marketing Manager bei ExxonMobil in Brüssel. In diesem Zeitraum entstanden erste gestalterische Arbeiten. Seit 2002 lebt und arbeitet Herbert A. Jung als freischaffender Künstler in Heidelberg, seit 2006 wirkt er auch als Beiratsmitglied des Heidelberger Kunstverein.

## Künstlerisches Schaffen
Nach den frühen experimentellen Arbeiten aus Stein und Stahl setzte Herbert A. Jung die beiden Werkstoffe zunehmend in ein sie verbindendes lineares Trägersystem. Die so entstandene Werkgruppe der PebbleSteels ist eine Hommage an die Kunst von Piet Mondrian und Joan Miró.
Auf der Grundlage wissenschaftlichen Experimentierens und der daraus resultierenden Erkenntnisse über die Materialität von Bildträger und Farbe führte Herbert A. Jungs Entwicklung seiner abstrakten, ursprünglich monochromen Kunst zunächst über die Verwendung unterschiedlichster Farbträger zu den heute großformatigen polychromen Arbeiten und den "Abstrakten Porträts". Herbert A. Jungs methodischer Ansatz und sein künstlerischer Gestaltungswille manifestieren sich in abstrakten Verdichtungen von Farben und Linien, so auch in den sog. Glas Transfer Paintings. Auf der Suche nach immer neuen künstlerischen Ausdrucksformen entstehen aus der weiteren Entwicklung seiner Fotoübermalungen seit 2012 die „Abstrakten Porträts“. Die von ihm im öffentlichen Raum fotografierten Personen und seine Abstrakten Bilder fügt Herbert A. Jung anschließend digital zu neuen Kompositionen zusammen. Dieser künstlerische Verfremdungsprozeß führt zu einer verdichteten Wahrnehmbarkeit der Dargestellten, zu denen u. a. der deutsche Schriftsteller Martin Walser und der amerikanische Erfolgsautor Louis Begley gehören. Herbert A. Jungs künstlerisches Gesamtwerk umfasst heute rund 1300 Arbeiten. In mehr als 50 deutschen und internationalen Sammlungen ist seine Kunst vertreten. 2015 wurde in der TV-Serie „Hotel Heidelberg“ des Ersten Programms der ARD eine Auswahl seiner Abstrakten Bilder und Porträts gezeigt.

## Ausstellungen (Auswahl)
- 2020 Willibald-Kramm-Preis-Stiftung, Heidelberg
- 2017 Port25 - Raum für Gegenwartskunst der Stadt Mannheim
- 2014 Rathaus Heidelberg – Abstrakte Portraits
- 2013 Deutsch-Amerikanisches Institut Heidelberg – Abstrakte Portraits
- 2010–2015 Art Hotel Heidelberg
- 2009 Galerie P13, Heidelberg
- 2006 Hüthig, Jehle, Rehm (Süddeutsche) Verlagsgruppe
- 2006 Interchem 2000 Rotterdam
- 2005–2013 Lange Nacht der Museen, Heidelberg, Mannheim, Ludwigshafen
- 2005 Rathaus Heidelberg
- 2005–2016 Badisches Amtsnotariat Heidelberg
- 2004 Deutsche Bank, Mannheim
- 2003 ExxonMobil Hauptverwaltung Brüssel